# F-Modell
Das F-Modell ist ein Public-Private-Partnership-Modell für Ingenieurbauwerke (Brücken, Tunnel, Gebirgspässe) nach dem deutschen Fernstraßenbauprivatfinanzierungsgesetz (FStrPrivFinG).

## Geschäftsmodell und Kritik
Der Betreiber übernimmt die Funktionen „Ausführungsplanung“, „Bau“, „Finanzierung“, „Unterhaltung“, „privater Betrieb“, „Übernahme des Verkehrsmengenrisikos“ und „Mautverwaltung“. Aus diesem Grund wird dieses Modell zur Kategorie der Betreibermodelle (BOT) gezählt.
Autobahnen werden nicht von der Verwaltung gebaut, sondern in Ausschreibungsverfahren privat vergeben (Marktpreise). Durchschnittlich verursacht ein Autobahnkilometer ca. 11 Mio. Euro Bauinvestitionen. Die Unterhaltung und der Betrieb einer Bundesautobahn kostet durchschnittlich ca. 100.000 Euro pro km und Jahr. Gleichzeitig hat der Bund deutlich bessere Refinanzierungskosten als jedes PPP-Unternehmen. Wenn der Bund eine um einen Prozentpunkt günstigere Finanzierung als das PPP-Unternehmen erhält, ist die zusätzliche Zinsbelastung des PPP-Unternehmens bereits höher als die gesamten Betriebs- und Unterhaltungskosten. Dabei sind die Kosten des Vertragsmanagements und der Mehrwertsteuermehrbelastung noch nicht einmal berücksichtigt. Insofern stellt sich die Frage, ob PPP-Projekte im Straßenbau überhaupt wirtschaftlich sein können. Die Ergebnisse in der Praxis bestätigen den Zweifel (wenn man die Artikel z. B. zu den unten genannten Tunnel liest).
Die Finanzierung erfolgt über eine Maut, die der Konzessionär für die Benutzung erhebt, und eine Anschubfinanzierung des Staates.
Der Konzessionär erwirbt das Recht, für die Nutzung des von ihm gebauten Ingenieurbauwerks von Nutzern Maut zu fordern. Nach einer gewissen Zeitspanne (meist 30 Jahre) fällt die Konzession an den Staat zurück.
Die Einnahmen des Konzessionärs stützen sich auf Mauteinnahmen (Pkw und Lkw) und eine bis zu 20-prozentigen staatlichen Anschubfinanzierung. Wegen der hohen Bedeutung der Maut sind belastbare Verkehrsmengenprognosen sehr wichtig. Wie sich allerdings in der Vergangenheit und im Ausland gezeigt hat, werden Verkehrsmengen oft zu hoch eingeschätzt.
Um das Risiko der Verkehrsmenge für den Konzessionär zu verringern, wäre es z. B. denkbar ein Konzessionsmodell mit variabler Laufzeit zu nutzen. Dann würde der Konzessionär bei geringem Verkehrsaufkommen die Konzession länger behalten und wäre so in der Lage, zumindest seine Verluste zu begrenzen. Gleichwohl hat ein Investor gegenüber dem Staat den Nachteil, dass er sein Risiko nicht in dem Ausmaß diversifizieren kann wie der Staat mit seinem großen Autobahnnetz. Dies kann zu überhöhten Risikozuschlägen der privaten Investoren führen.
Kritiker werfen dem F-Modell vor, dass es zu Lasten der Straßennutzer konzipiert wurde. Letztlich können alle Kosten auf die Nutzer umgelegt werden, solange die Kosten unterhalb des Nutzens bleiben. Dies kann zu „goldenen Leitplanken“ führen (cost-push).

## Beispiele
Nach dem F-Modell sind der Warnowtunnel bei Rostock am 12. September 2003 und der Herrentunnel in Lübeck am 26. August 2005 in Betrieb gegangen.
Die Strelasundquerung war zunächst als F-Modell gedacht. Sie wurde nach vielen Rückschlägen und der Aufhebung der Ausschreibung am 29. April 2003, in der es dem Bund an verwertbaren Angeboten fehlte, bis 2007 konventionell gebaut. Der Hochmoselübergang war als F-Modell geplant. Die Präqualifikation wurde am 26. Februar 2003 wegen planungsrechtlicher Probleme aufgehoben und 2009 eine volle staatliche Finanzierung beschlossen.

## Rechtsgrundlagen
Die maßgeblichen Rechtsgrundlagen sind:
- das Gesetz über den Bau und die Finanzierung von Bundesfernstraßen durch Private -- Fernstraßenbauprivatfinanzierungsgesetz (FStrPrivFinG)
- die Verordnung zur Bestimmung von privatfinanzierten Abschnitten von Bundesfernstraßen -- Fernstraßenbauprivatfinanzierungs-Bestimmungsverordnung (FStrPrivFinBestV) und
- die Verordnung über die Höhe der Maut für die Benutzung des Herrentunnels -- Herrentunnel-Mauthöheverordnung (HerrentunnelMautHV) sowie
- die Verordnung über die Höhe der Maut für die Benutzung des Warnowtunnels -- Warnow-Tunnel-Mauthöheverordnung (WarnowMautHV).